# Брумберг, Евгений Михайлович
Евгений Михайлович Бру́мберг (1907—1977) — советский учёный и изобретатель в области оптического приборостроения. Лауреат Сталинской премии (1942).

## Биография
Евгений Брумберг родился 15 (28 июня) 1907 года в посёлке Лосиноостровский Московской области в семье преподавателя музыки Брумберга Михаила Фёдоровича.
В 1927 году окончил среднюю школу. С 1928 по 1930 год работал лаборантом физических кабинетов Московского кооперативного техникума и затем Рабфака им. Я. М. Свердлова. В 1930 году поступил лаборантом в лабораторию профессора (впоследствии академика) С. И. Вавилова Физического института МГУ.
В 1932 году вместе с С. И. Вавиловым, назначенным научным руководителем Государственного оптического института, переехал в Ленинград для работы в ГОИ. Прошёл путь от лаборанта до старшего научного сотрудника. В годы ВОВ работал в Йошкар-Оле, куда был эвакуирован ГОИ. Член ВКП(б) с 1946 года. В 1947 году по совокупности опубликованных работ (более 30) и несмотря на отсутствие у соискателя не только высшего, но и среднего специального образования ему была присвоена учёная степень доктора технических наук без защиты диссертации и учёное звание старшего научного сотрудника по специальности «оптотехника». Продолжал работать в ГОИ до конца жизни.
Скончался 13 октября 1977 года в Ленинграде. Похоронен на Южном кладбище Санкт-Петербурга.

## Научная деятельность
Поступив в ГОИ, Е. М. Брумберг продолжал работать под непосредственным руководством С. И. Вавилова, в соавторстве с которым был опубликован цикл работ по изучению броуновского движения (микрофотография движения броуновской частицы из этой статьи приведены в «Эволюции физики» Эйнштейна и Инфельда) и интерференции широко расходящихся световых пучков, по исследованию квантовой природы света и статистической структуры интерференционного поля. Использованное при этом визуальное наблюдение световых потоков исчезающее малой интенсивности, а также фотометрический «метод гашения» сыграли важную роль в открытии в 1933 году нового вида излучения (излучение Вавилова-Черенкова).
В 1934 году Е. М. Брумберг принял участие в исследовании оптических свойств облаков и туманов для различных областей спектра во время Эльбрусской комплексной научной экспедиции АН СССР.
Е. М. Брумберг — один из основателей ультрафиолетовой и люминесцентной микроскопии, оптического анализа химических компонентов клетки. В 1939 году он предложил метод «цветовой трансформации», позволяющий преобразовывать создаваемое ультрафиолетовым микроскопом изображение в видимое в условных цветах, характеризующих распределение различных веществ в структурах объектов, и сконструировал ряд приборов для осуществления метода. В 1942 году его работы по ультрафиолетовой микроскопии были удостоены Сталинской премии 3 степени. Разработанный им ранее метод люминесцентного анализа оптического стекла был успешно использован во время ВОВ на эвакуированных заводах оптико-механической промышленности для предотвращения «перепутывания» сортов стекла.
В послевоенный период основные интересы Е. М. Брумберга сосредоточились на работах в области ультрафиолетовой микроскопии с целью расширения возможностей метода и создания аппаратуры для изучения характеристик различных объектов в металло- и минералографических исследованиях, в хроматографии, медицине, цитологии и прежде всего в биологии. Разработанный им ультрафиолетовый микроскоп МУФ-1 и его последующие модификации, а также ряд люминесцентных микроскопов (МЛ-1, МЛД-1 и др.), в конструкцию которых он внёс принципиальные усовершенствования (освещение объектов падающим светом, используя разработанные в ГОИ интерференционные светоделительные пластинки) выпускались серийно предприятиями отрасли. В 1958 году группа ультрафиолетовых и люминесцентных микроскопов получила высшую награду GRAND PRIX Всемирной выставки в Брюсселе.
Под руководством Е. М. Брумберга была разработана конструкция медицинского контактного люминесцентного микроскопа (МД-16) для прижизненных исследований органов человека и животных. Совместно с биологами им были проведены многочисленные исследования биологических объектов, в том числе функционального состояния клеток и обмена веществ в них.
Всего за время более чем 40-летней научной деятельности Е. М. Брумбергом или с его участием опубликовано около 100 научных трудов. В 1966 году он стал лауреатом премии имени С. И. Вавилова за работу «Ультрафиолетовый флуоресцентный микроскоп», а в 1970 году был избран почетным членом Британского королевского общества микроскопистов.

### Изобретения
Е. М. Брумберг является автором (соавтором) тридцати изобретений в области световой микроскопии — приборов, элементной базы для них, а также способов наблюдения и измерения характеристик микрообъектов. В их числе «ультрахемископ» — прибор для «проявления» хромограмм в ультрафиолетовых лучах, оптические схемы и конструкции контактных микрообъективов, дисперсионные светофильтры (узкополосные ультрафиолетовые светофильтры Брумберга описывает Д. Стронг в своей классической монографии, характеризуя их как существенное улучшение известных светофильтров Христиансена), поляриметры и другое.

## Награды и премии
- Сталинская премия III степени (10 апреля 1942) — за изобретение нового метода микроскопии в невидимых лучах
- Медаль «За доблестный труд в Великой Отечественной войне 1941-1945 гг.»
- Лауреат премии имени С. И. Вавилова (1966) — за работу «Ультрафиолетовый флуоресцентный микроскоп»